# 尼克·博萨
尼古拉斯·约翰·博萨（英語：Nicholas John Bosa，/ˈboʊsə/；1997年10月23日—）是一名美国美式橄榄球运动员，效力于美国全国橄榄球联盟（NFL）旧金山49人队，司职防守端锋。博萨曾在俄亥俄州立大学七叶树队打大学橄榄球，并在2019年NFL选秀中以第二顺位被49人队选中。2019赛季，博萨被评为NFL年度最佳防守新秀，并帮助球队打进第五十四届超级碗。2022年，博萨获评NFL年度最佳防守球员。他是前NFL防守端锋约翰·博萨的儿子，也是现役洛杉矶闪电队线卫乔伊·博萨的弟弟。

## 职业生涯
从俄亥俄州立大学毕业后，博萨被大多数分析师和球探预测为选秀大会的第一顺位。博萨作为选秀大会最有前途的球员之一，收到了NFL球探联合训练营的邀请。除了测量10码和20码分段速度的练习之外，他完成了所有规定的组合训练和位置训练。博萨在选秀大会上与8支NFL球队进行了会面和面试，其中包括亚利桑那红雀队、旧金山49人队、纽约喷气机队、纽约巨人队和坦帕湾海盗队。

## 争议
2019年NFL选秀大会前一周，博萨因其政治信仰和有争议的推文而受到批评，如称科林·凯珀尼克为“小丑”，表示支持美国总统唐纳德·特朗普，并在Instagram上点赞了一则标有種族歧視和恐同标签的帖子。